# Anton Ulrik af Braunschweig
 Der er for få eller ingen kildehenvisninger i denne artikel, hvilket er et problem. Du kan hjælpe ved at angive troværdige kilder til de påstande, som fremføres i artiklen.

Anton Ulrik (tysk: Anton Ulrich, født 28. august 1714 i Bevern, død 4. maj 1774 i Cholmogory) hertug af Braunschweig-Lüneburg, var generalissimus i Ruslands hær, og gift med Anna Leopoldovna, som var Ruslands regent i et år.
Anton Ulrik var anden søn af Ferdinand Albrekt II af Braunschweig-Wolfenbüttel. Hans moders søster Elizabeth, hustru til kejser Karl VI, arrangerede hans ægteskab med Elizabeth Caroline Christine, datter af Karl Leopold af Mecklenburg-Schwerin, og datterdatter af zar Ivan V af Rusland 1739. Elizabeth kaldte sig Anna Leopoldovna i Rusland.
Meningen var, at ægteskabet skulle styrke båndene mellem huset Romanov og huset Habsburg. Deres søn Ivan, som blot var et spædbarn, blev zar 1740 og Anna blev regent. Der skete dog en revolution 1741 som fratog familien magten. Den nye kejserinde, Elisabeth, kastede Anton Ulrik, hans hustru og deres børn i fængsel. De forblev fængslede resten af deres liv fraset de yngre børn, som i 1780 blev overdragne til hans søster, Danmarks enkedronning Juliane Marie, som lod dem bo i Horsens til deres død.

## Børn
I ægteskabet blev født:
- Ivan (1740-1764)
- Catharina (1741-1807)
- Elisabeth (1743-1782)
- Peter (1745-1798)
- Alexei (1746-1787)